# 시엠레아프주

씨엠립 주

시엠레아프주(크메르어: សៀមរាប)는 캄보디아 북서부에 위치한 주로, 톤레사프호 기슭에 자리잡고 있다. 주도는 시엠레아프이며 인구는 896,309명(2008년 기준), 면적은 10,299km2, 인구밀도는 87명/km2이다. 주의 이름은 크메르어로 "시암(태국)을 격파하다"를 뜻한다. 앙코르와트 유적으로 유명한 주이기도 하다.